# 73式魚雷
73式魚雷（ななさんしきぎょらい）は、技術研究本部が開発した短魚雷（LWT）。開発中の呼称は、当初はG-9、1969年以後はG-9B。また、魚雷防御策への対抗機能（TCCM機能）の向上を図った73式魚雷（改）も開発されたが、Mk.46 mod.5魚雷の導入を受けて、こちらは新規生産は行われず、1984年より既存魚雷への改修用の73式魚雷（B）として装備化された。

## 来歴

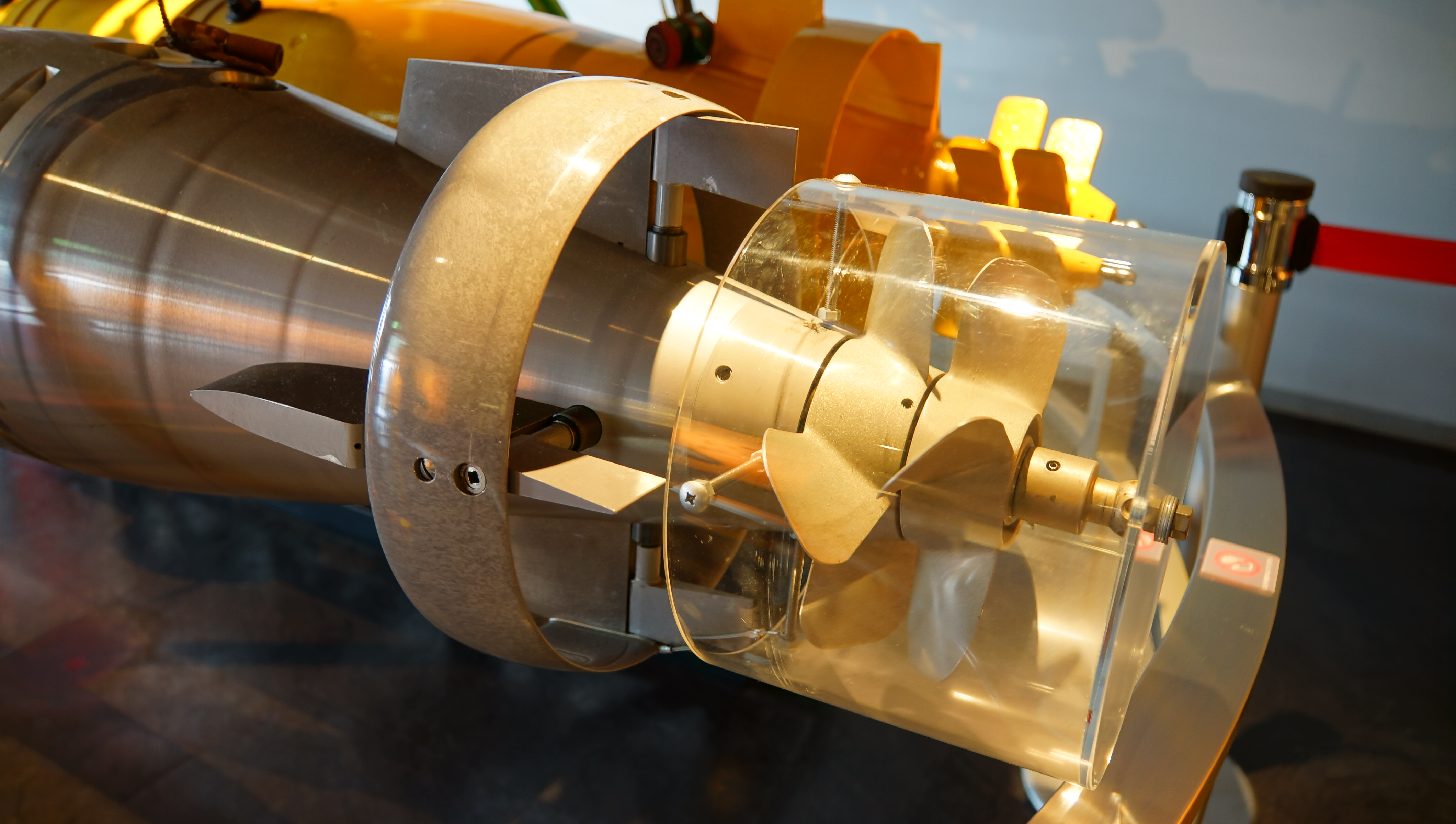
舵と2重反転プロペラ

技術研究本部では、1950年代後半に開発していた長魚雷である試製54式3型魚雷において3次元パッシブ・ホーミング誘導システムを導入しており、その過程で3次元アクティブ・ホーミング誘導システムにも一部着手していた。このことから、その技術の国内開発・確立が目的として、昭和35・昭和36年度に技術研究本部への委託研究というかたちで、G-9計画として開発開始されたのが本機であった。
一方、海上自衛隊では昭和36年度計画より、アメリカ合衆国製の誘導短魚雷であるMk.44の導入を開始しており、1964年からはライセンス生産にも着手していた。しかし当時、ソビエト連邦軍において、大速力の原子力潜水艦の配備が急速に進展したことから、Mk.44では雷速不足が指摘されるようになったことから、本国アメリカ海軍においては1966年より高性能のMk.46の艦隊配備が開始されていた。海上自衛隊においても同様の問題が指摘されるようになっていたが、Mk.46の海外売却はなかなか進展しなかったことから、自国開発による更新が検討されるようになった。このことから、G-9計画はMk.44の後継として計画変更されることになった。Mk.44は魚雷単体で用いられるだけでなく、アスロックやQH-50 DASHなどのペイロードとしても重要であったため、相互運用性確保の観点から、外形寸法はおおむねMk.44のものが踏襲されることとなった。
昭和37年度以降では部内研究および部分試作に移行し、昭和40・41年度で技術試験を実施したものの、その結果は不十分であったことから、昭和42・43年度でホーミング装置の安定性向上および電池の機種変更などの改善を実施して、昭和44年度には開発名称がG-9Bに変更された。昭和45年度から昭和47年度において実用試験が実施された後、1973年（昭和48年）に73式魚雷として制式化された。

## 配備
73式魚雷は、対潜艦艇および航空部隊の主力魚雷として、Mk.44と併用された。また昭和53年度から昭和58年度にかけて、改良型の73式魚雷（改）の開発も行われた。これは魚雷防御策への対抗機能（TCCM機能）の向上を主眼としたもので、ソナーに新振動素材を採用するとともにパッシブ・モードを追加、また自己航送雑音も低減することで、アメリカ海軍が当時装備化したばかりのMk.46 mod.2に匹敵する性能を確保していた。しかし試験途上の1981年に、アメリカ製最新型のMk.46 mod.5の対日輸出解禁の提案を受け、TCCM機能を含めてこちらのほうが性能的に優れていたことから、73式魚雷の後継としてはこちらが採用されることとなり、73式魚雷（改）の新規生産は行われなかった。かわりに昭和59年度より、既存の73式魚雷に改修用キットを組み込んだ73式魚雷（B）として装備化された。なおMk.46 mod.5では、TCCM機能は提供されたもののノウハウは開示されないブラックボックス状態であり、海上自衛隊では訓練などの実運用を通じた分析と技術的評価からのリバースエンジニアリングによってTCCM能力の向上を図ることになった。
73式魚雷（B）は、2011年までに運用が終了し、2012年度には全量廃棄され、退役している。